# Somne
Somne és una pel·lícula espanyola de terror del 2005 dirigida per Isidro Ortiz.

## Argument
Andrea (Goya Toledo) és una neuròloga d'èxit que decideix tornar al lloc on va estudiar, l'illa de Salerma, quan coneix la notícia del suïcidi d'una de les seves antigues professores, María ( Uxía Blanco). Havia deixat inacabat un important experiment sobre el somni en el qual estava treballant.
Allí treballarà amb Gabriel (Óscar Jaenada), fill de Maria, i Diego (Nancho Novo). Andrea, al llarg de tot el projecte, sofrirà autèntics malsons per la possibilitat que caigui en males mans les seves recerques...

## Repartiment
- Goya Toledo
- Óscar Jaenada
- Nancho Novo
- Chete Lera
- Gary Piquer
- Uxía Blanco
- Jordi Dauder
- Iván Hermés
- Manuel Dios
- Itxaso Álvarez

## Producció
La producció la realitza la productora gallega Vaca Films juntament amb TVG i la madrilenya Lotus Films. El rodatge va tenir lloc a Santiago de Compostel·la, Lousame, O Grove, Madrid i a les Mines de San Fins. El llargmetratge es va presentar el 12 d'octubre de 2005 al Festival de Sitges, i l'estrena comercial a Espanya va ser el 21 del mateix mes.